# Edad difícil
Edad difícil és una pel·lícula en blanc i negre de l'Argentina dirigida per Leopoldo Torres Ríos sobre el seu propi guió que es va estrenar el 27 de juliol de 1956 i que va tenir com a protagonistes a Oscar Rovito, Bárbara Mujica, Julia Dalmas i Miguel Dante. n el Festival Internacional de Cinema de Manila va rebre els premis a la millor pel·lícula, a la direcció, a l'argument i a l'actuació masculina (Oscar Rovito).

## Sinopsi
Dos joves adolescents s'enamoren perdudament, però una tragèdia els acostarà més de l'inesperat.

## Repartiment
- Oscar Rovito…Luis Martínez
- Bárbara Mujica…Alicia Núñez
- Julia Dalmas…Mare de Luis
- Miguel Dante…Rodamon
- Margarita Corona …Vieja de las siete polleras
- Juan Magliacci
- Ricardo Gallino
- Enrique Colombo …germà gran de Luis
- María Marta Schang
- Héctor Allegro
- Domingo Garibotto
- Carlos Benso
- María Elina Rúas …Alicia, Mayor
- Jorge Salcedo
- Julia Sandoval
- Juancho y su conjunto
- Conjunto Infantil Renacimiento
- Luis Villarino…Sacerdot
- Emilio J. Colombo…Sacerdot
- Duilio Marzio …Luis, Mayor
- Raquel Botti
- Ana María Mendillo

## Comentaris
Néstor a El Laborista va opinar:
| « | ”Senzilla i noble…Modesta però decorosament vestida, amb l'abillament lluminós de les nostres barriades portenyes, …fet de puresa, de verisme i sense afaits.” | » |

Carlos Ulanovsky va escriure a Clarín al juliol de 1987:
| « | ”Més de 30 anys després aquesta realització… té l'envergadura d'un clàssic i la hi veu com un joc, revela les relacions entre aquella societat i aquesta. Una magistral narració acudeix a superar la ingenuïtat i els prejudicis d'aquells temps i diu amb imatges el conflicte psicològic de dos que estan inundats de fantasia.” | » |

Manrupe i Portela escriuen:
| « | ”Afectuós i sensible retrat del que va ser la preadolescència de l'època, amb bona direcció de Torres Ríos, bones actuacions, i un final sincerament emotiu. Un petit clàssic i consagració de la soferta parella protagonista.” | » |